# Volsques
Ne doit pas être confondu avec Volques.
Les Volsques appartiennent aux anciens peuples italiques installés dans le sud du Latium.
La langue volsque est une langue indo-européenne rattachée au groupe des langues sabelliques, apparentée à l'osque et à l'ombrien, et de façon plus éloignée au latin. Leur nom suffixé en « -cus  » les classe dans le même groupe que les Èques et les Herniques.

## Présentation
À la fin du VIe siècle av. J.-C. et pendant le Ve siècle av. J.-C., un refroidissement climatique, provoque la migration des peuples sabelliens qui descendent des Apennins pour investir les plaines d'Italie : parmi eux, deux peuples liés, les Volsques et les Èques, arrivent dans le Latium où ils s'installent dans les marais pontins et dans la moyenne et haute vallée du Liris à l'est. Leur capitale est Antium au bord de la mer Tyrrhénienne, et leur territoire s'étend au nord jusqu'au cités latines de Norba et Cora, au sud jusqu'aux terres des Aurunces, à l'est jusqu'aux terres des Sidicins et des Samnites, au nord-est jusqu'à la vallée des Herniques.

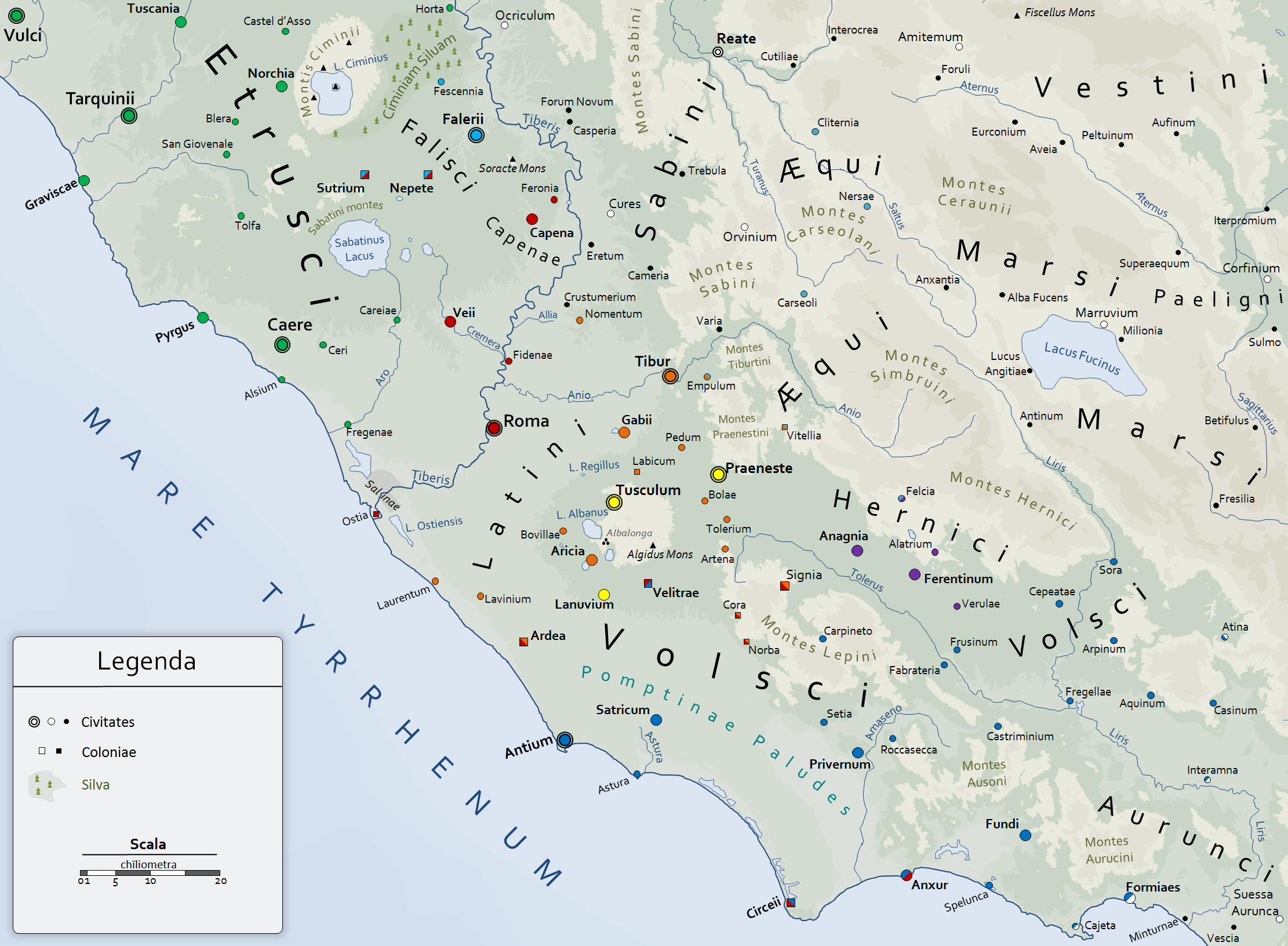
Les Volsques (en ') au sud du Latium, dans les marais pontins et la vallée du Liris, au lendemain du sac de Rome.

Tite-Live les décrit comme « plus ardents à la révolte qu'habiles à faire la guerre ». Les sources antiques montrent Rome et les Latins luttant contre les Volsques ou les Èques presque chaque année pendant toute la première moitié du Ve siècle av. J.-C. Ce conflit saisonnier est dominé par des raids, des pillages et des escarmouches. Au cours de la deuxième moitié du Ve siècle av. J.-C., les Romains et les Latins semblent avoir endigué le flot volsque et èque. Au lendemain du sac de Rome de 390 av. J.-C., une longue période de conflits oppose Rome et les Volsques au sujet des marais pontins jusqu'en 341 av. J.-C., puis pendant la guerre latine de 340 à 338 av. J.-C., pendant laquelle les Volsques font cause commune avec les Latins. Antium prise, la ligue latine dissoute, les villes volsques sont intégrées dans la République romaine. Ils se fondent ensuite rapidement dans l'hégémonie romaine.

## Cités volsques
Une fois installés dans les marais pontins et dans la moyenne vallée du Liris, la capitale historique des Volsques est Antium.
On peut citer d'autres cités volsques, comme Suessa Pometia et Ecetra (parfois assimilée à l'actuelle Artena), que Tite-Live donne comme étant prise par Rome au début du Ve siècle av. J.-C., non loin des cités latines, à l'instar de Velitrae (lieu de naissance d'Auguste). On y a trouvé une brève inscription, aujourd’hui au musée de Naples, datant probablement du début du IIIe siècle av. J.-C. portant, gravée dans une petite plaque de bronze, une dédicace au dieu Declunus (ou à la déesse Decluna).
Plus au sud, dans le territoire pontin, on trouve Cora, Norba, Setia, les cités plus importantes de Satricum et Privernum. Sur la côte tyrrhénienne, en plus d'Antium, on trouve Anxur au sud des marais pontins. Fundi, aurunce pendant une période puis romaine, est probablement un temps volsque.
Dans les terres, plusieurs cités volsques se situent dans la vallée du Tolerus au contact des Herniques, dont Fabrateria Vetus et Frusinum. Dans la moyenne vallée de la Liris, on a les villes de Frégelles, Sora et, à l'est, Arpinum (patrie de Cicéron et de Caius Marius). Au contact des Samnites, on trouve la place forte d'Atina et, plus au sud, Casinum, à la limite avec les Sidicins et les Aurunces.

## Langue
Il ne reste que très peu de traces épigraphiques de la langue volsque, notamment la tabula veliterna, portant une inscription de quatre lignes, datant du IIIe siècle avant notre ère. Elle est découverte à Velletri en 1784 et se trouve actuellement au musée archéologique de Naples.
Les linguistes ont trouvé une parenté avec les langues osco-ombriennes, notamment en raison de détails tels que la place du prénom paternel entre le prénom propre et le gentilice : « Ma. Ca. Tafanies », c'est-à-dire  « Maraeus Tafanius, fils de Caius », ou encore la monophtongaison des diphtongues, par exemple deve, déesse (datif singulier du vocable plus ancien deivai).

## Les Volsques dans l'histoire romaine

### Avant l'avènement de la République romaine
Selon Tite-Live, le conflit entre Rome et le peuple volsque commence sous la Monarchie romaine et dure plus de deux siècles. L'auteur antique mentionne que Tarquin le Superbe s'empare de Suessa Pometia.

### Les guerres contre la ligue latine et Rome
À partir de la fin du VIe siècle av. J.-C. et pendant le Ve siècle av. J.-C., les Volsques et les Èques, deux peuples liés, envahissent le Latium lors de la migration plus générale des peuples sabelliens qui quittent les Apennins pour s'installer dans les plaines d'Italie. Le territoire des Volsques, dont la capitale est Antium au bord de la mer Tyrrhénienne, s'étend désormais des marais pontins au sud des villes latines jusqu'à la haute et moyenne vallée du Liris à l'est.
Cette migration vers le sud du Latium entraine des conflits avec les habitants de cette région, les Latins et Rome, la cité-État dominante de la région. Plusieurs communautés latines périphériques semblent submergées et pour répondre à cette nouvelle menace que représente l'arrivée des peuples sabelliens, les Latins se lient par le fœdus Cassianum, vers 493 av. J.-C. selon la tradition antique, une alliance militaire conclue entre la ligue latine et Rome. Quelques années plus tard, en 486 av. J.-C. selon la tradition antique, les Herniques, pris en étau entre les Volsques et les Èques, ratifient un traité similaire avec Rome et les Latins.
Les sources antiques montrent Rome et les Latins lutter contre les Volsques ou les Èques presque chaque année pendant toute la première moitié du Ve siècle av. J.-C. Ce conflit presque permanent est plutôt dominé par des raids, des pillages et des escarmouches plutôt que par les batailles mises en scène par les auteurs antiques.
Au cours de la deuxième moitié du Ve siècle av. J.-C., les Romains et les Latins semblent avoir endigué le flot volsque et èque. Les sources notent la fondation de plusieurs colonies romano-latines à cette époque, et les mentions de guerres contre les Èques et les Volsques deviennent moins fréquentes. Des colonies romano-latines ont été déduites à Velitrae et à Circeii, où la population comprend aussi de nombreux natifs volsques.

### Les guerres romano-volsques (389 - 341)
Au lendemain du sac de Rome, une bataille oppose Romains et Volsques au lieu-dit « près de Maecium », à proximité de Lanuvium et des autres cités latines. Rome doit aussi faire face dans une guerre romano-èque et dans une guerre romano-étrusque. Il s'ensuit un certain nombre de batailles dans les marais pontins, que Rome semble vouloir intégrer à ses terres. Ensuite, les Volsques unissent leur force aux Latins vers 383 av. J.-C. et le conflit continue dans les terres pontines, essentiellement autour de Velitrae et Satricum jusqu'en 367 av. J.-C. Les Romains semblent alors avoir la maîtrise des marais pontins.
En 358, Rome forme deux nouvelles tribus, les Pomptina et Publilia. Il est clair que la Pomptina est établie dans la région pontine où Rome, après les guerres victorieuses des décennies précédentes, doit désormais avoir une prise ferme. L'emplacement de la Publilia est moins sûr, les historiens modernes la localisent parfois sur les terres prises aux Herniques après la guerre romano-hernique, mais il est aussi possible qu'elle soit également située dans les marais pontins.
Le conflit reprend en 358 av. J.-C., en parallèle de la guerre romano-hernique, de la guerre romano-étrusque et de la continuation des guerres romano-latines. Les batailles ont lieu près de Privernum et Antium, toujours aux abords des terres pontines mais plus au sud qu'auparavant. De plus, les Romains mènent leur première campagne connue dans la vallée du Liris, du côté de Sora en 346/345 av. J.-C.
De nouvelles guerres contre Privernum et Antium ont lieu à la fin de la première guerre samnite en 341 av. J.-C.. Les Volsques se joignent ensuite aux Latins pour la guerre latine.

### Les Volsques dans la guerre latine (340 - 338)
Les Volsques rejoignent les Latins dans leur dernière lutte contre la domination romaine lors de la guerre latine entre 340 et 338 av. J.-C. Rome sort une nouvelle fois victorieuse du conflit, les villes volsques sont intégrées à la République romaine et reçoivent divers statuts romains avec des droits politiques différents. 
La tribune aux harangues du Forum Romain est décorée de six éperons de navires ennemis capturés lors de la bataille navale d'Antium de 338 av. J.-C., bataille suivie par la prise de la capitale des Volsques.

### Après leur soumission
Les revers romains lors des guerres samnites produisent une certaine agitation parmi les Volsques, sans pour autant avoir d'impact durable, et ils sont définitivement incorporés dans la République romaine à la fin des guerres samnites.
Le nom des Volsques, comme celui des Herniques, est absent de la liste des peuples italiens en mesure de fournir des troupes en 225 av. J.-C.. Ce dont on déduit que leur territoire ne se différencie plus du Latium et a probablement reçu la citoyenneté romaine complète.